# Олександрівка (Сіверськодонецький район)
Олекса́ндрівка — село в Україні, у Сєвєродонецькій міській громаді Сєвєродонецького району Луганської області. Населення становить 305 осіб.

## Населення
За даними перепису 2001 року населення села становило 305 осіб, з них 89,51% зазначили рідною українську мову, а 10,49% — російську.